# امبولیدیب ایست
امبولیدیب ایست (به لاتین: Ambolidibe Est) یک سکونتگاه مسکونی در ماداگاسکار است که در سوفیا (ماداگاسکار) واقع شده‌است.

## خصوصیات
امبولیدیب ایست ۱۷٬۰۰۰ نفر جمعیت دارد و ۸۳۵ متر بالاتر از سطح دریا واقع شده‌است.